# Charles-Mézence Briseul
Charles-Mézence Briseul né à Laval le 22 septembre 1979 est un auteur et éditeur français. Il a fondé les éditions Le corridor bleu en 1997. Il a collaboré aux revues Le Jardin ouvrier d'Ivar Ch'Vavar et Contrelittérature.

## Publications

### Poésie
- LA / 10, Le Jardin Ouvrier, 1999
- Travail, Trame où est, 2001
- Guerre, coll. 10 / Vingt, Sens & Tonka, 2003
- Le Viol de Zette, Sens & Tonka, 2005
- La dernière épopée, Ikko, 2009
- La joie est vulgaire, L'une & l'autre, 2009
- Ivar Ch'Vavar, Éditions des Vanneaux, coll. « Présence de la poésie », 2017

### Histoire
- La Buse, De Calais à l'île Bourbon, un destin pirate, Feuille Songe, 2019.

### Participations à des ouvrages collectifs
- Les Nouveaux poètes français, Jean-Luc Favre et Matthias Vincenot, Jean-Pierre Huguet éditeur, 2001
- Les Nouveaux poètes français et francophones, Jean-Luc Favre et Matthias Vincenot, Jean-Pierre Huguet éditeur, 2004
- Architextes 2, Guilhem Fabre, Atelier de l’Agneau, 2004
- Le Jardin ouvrier, Ivar Ch'Vavar & camarades, Flammarion, 2008

### Direction d'anthologie
- Pirates de l'océan Indien, deux siècles de piraterie à La Réunion et à Madagascar, avec Emmanuel Mezino, Feuille Songe, 2017
- Prisonniers de La Buse, Feuille Songe, 2018